# Der Himmel auf Erden (1935)
Himmel auf Erden ist eine österreichische Filmkomödie des Regisseurs E. W. Emo. Der Schwarzweißfilm, der auf dem gleichnamigen Theaterstück von Julius Horst (1864–1943) basiert, wurde am 21. März 1935 im Apollo Kino (Wien) welturaufgeführt (Bühnenprogramm: Mihail Xantho). Die reichsdeutsche Erstaufführung fand am 7. Juni desselben Jahres im Berliner Gloria-Palast statt.

## Handlung
Gutsbesitzer Peter Hilpert unterstützt seinen Freund Paul Heller, der seinem Schwiegervater nicht verraten will, dass er ihm überlassenes Geld in seine Komponistenkarriere gesteckt hat und sich daher als Gutsbesitzer ausgibt. Sein Schwiegervater Adlgasser als Gaststättenbesitzer wird misstrauisch, als sein Sohn nur noch minderwertige Nahrungsmittel liefert, und entschließt sich zu einem Besuch. Parallel entschließt sich eine schrullige Tante des wirklichen Gutsbesitzers ebenfalls zu einem Besuch. In einem Verwirrspiel geben sich die beiden Freunde jeweils als Gutsbesitzer oder Verwalter aus und auch die Ehefrau des Komponisten sieht sich gezwungen, die jeweiligen Rollen mitzuspielen. Als schließlich der Theaterdirektor anreist, der auf die neueste Komposition Der Himmel auf Erden wartet, klärt sich das Verwirrspiel auf, der Gutsbesitzer gewinnt seine Angebetete und das Bühnenstück entwickelt sich zu einem Erfolg.

## Produktion
Die vier Wochen dauernden Dreharbeiten begannen am 21. Januar 1935 in den Wiener Rosenhügel-Filmstudios (Tobis-Sascha-Ateliers) mit den Kulissen-Innenbauten Adlgasser’s Wirtshaus zum Fassl sowie Gut Lindenau, die Außenaufnahmen entstanden östlich von Wien. Bei der in der Szene am Bahnhof „Lindenau“ einfahrenden Lokomotive handelt es sich um eine Maschine der Reihe 629 der Österreichischen Bundesbahnen. Adele Sandrock entsteigt einem Kurswagen der ungarischen Staatsbahn MAV. Den Verleih im Bundesstaat Österreich übernahm Kiba, im Deutschen Reich Siegel Monopolfilm. Die Produktionsleitung hatte Robert Leistenschneider, die Filmbauten entstammen der Hand von Julius von Borsody. Die Texte zur Musik von Robert Stolz schrieb Rudolf Bertram.

## Kritik
Das Lexikon des Internationalen Films meinte: „Ein übermütiger Spaß mit flotter Musik und einer hochkarätigen Komikerriege.“
Weniger wohlwollend urteilte der Evangelische Filmbeobachter: „Altes musikalisches Verwechslungslustspiel […]. Eine bescheidene Unterhaltung mit bekannten Filmkomikern, als sie noch jung waren.“